# Тарханское платье

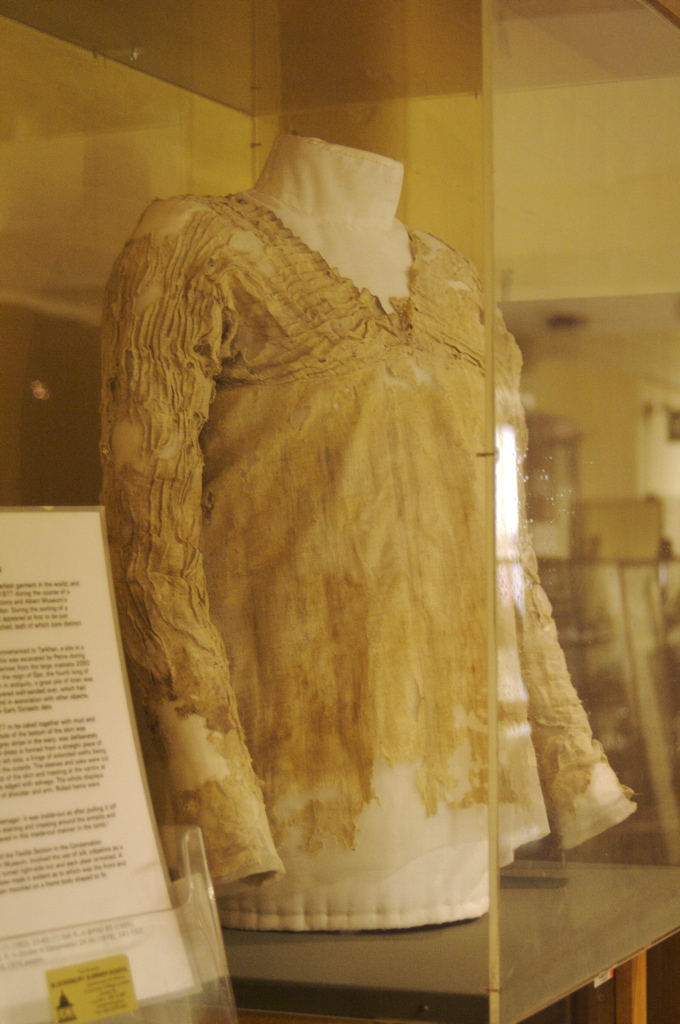
Тарханское платье в Музее египетской археологии Питри в Лондоне

Тарханское платье (англ. Tarkhan dress) — одежда из льняной ткани возрастом более 5000 лет, считающаяся наиболее старым предметом тканой одежды. Была обнаружена в некрополе Тархан к югу от Каира, Египет, в 1913 году.
Платье с инвентарным номером UC28614B находится в коллекции Музея египетской археологии Питри в Лондоне. Радиоуглеродный анализ 1978 года датировал его около 2362 года до нашей эры, а анализ 2015 года, проведённый Оксфордским университетом, с 95-процентной точностью датирует платье периодом между 3482 и 3102 годами до нашей эры.

## Обнаружение
Платье было обнаружено в 1913 году во время второго сезона раскопок Флиндерса Питри в некрополе Тархан. При раскопках мастабы 2050 платье было найдено вместе с другой льняной тканью вне мастабы. Предполагается, что ткань могла быть выброшена позже в период античности и занесена песками, что сохранило артефакт. Ткань была отправлена на анализ в Университетский колледж Лондона, где она пролежала нетронутой 65 лет.
В 1977 году платье было вновь обнаружено работниками музея Виктории и Альберта, разбиравшими и чистившими «погребальные тряпки».

## Описание
Платье имеет переплетение в 22—23 основы на сантиметр и 13—14 утков на сантиметр, создающих серую полосу в основе, возможно, для декоративного эффекта. Основная часть платья представляла собой прямой кусок материала шириной в 76 сантиметров. Подол платья отсутствует, из-за чего оригинальная длина неизвестна.